# 馆驿镇
馆驿镇，是中华人民共和国山東省济宁市梁山县下辖的一个乡镇级行政单位。

## 行政区划
馆驿镇下辖以下地区：
馆驿村、任庄村、东田店村、西田店村、轩庄村、武庄村、潘庄村、东侯庄村、西郝庄村、东丁庄村、东郝庄村、苏庄村、菜园村、东靳口村、西靳口村、东刘庄村、后林庄村、东尚庄村、戚村、井庄村、王思口村、王仲口村、李庄村、李村、徐楼村、大营村、小营村、王府集村、陈李庄村、师庄村、西丁庄村、毕庄村、高庄村、任楼村、姚庄村、西张庄村、张桥村、亓庄村、西王庄村、大刘庄村、袁河村、侯集村、西刘庄村、西侯庄村、南尚庄村、红庙村和红星村。

## 人口
2010年中国第六次人口普查时，馆驿镇共有人口46913人。共有家庭13845户，平均每户3.35人。14岁以下的少年儿童共10520人，占总人口22.42%；15-64岁人口共32333人，占总人口68.92%；65岁及以上的老年人共4060人，占总人口的8.654%。男性共计23442人，占总人口49.96%；女性共计23471人，占总人口50.03%。本地居住的人口中，拥有本地户籍的人口为44592人，占95.05%。